# Anoplophora similis
Anoplophora similis là một loài bọ cánh cứng trong họ Cerambycidae.